# Teodora (senadora)
Teodora (circa 870 – 916) va ser una senadora i serenissima vestaratrix de Roma.
Va ser la mare de Mariozza, concubina del papa Sergi III, i mare del papa Joan XI, el pare del qual, segons Liutprand de Cremona i el Liber Pontificalis, va ser el papa Sergi III.
Tanmateix, l'annalista Flodoard (c. 894–966), una tercera font contemporània, diu que Joan XI era germà del comte Alberic II de Spoleto, que al seu torn era descendent de Mariozza, i el seu marit era el comte Alberic I de Spoleto. Per això Joan probablement també era fill de Mariozza i Alberic I. Teodora va ser descrita per Liutprand com una "puta desvergonyida... [que] va exercir el poder sobre el poble romà com un home". Segons l'Enciclopèdia catòlica, Liutprand, bisbe de Cremona, habitualment era injust amb els seus adversaris i podria ser parcial en els seus judicis.